# Rune Larsson (scheidsrechter)
Rune Larsson (Gotland, 25 juni 1952) is een voormalig voetbalscheidsrechter uit Zweden die internationaal actief was van 1985 tot 1992. Hij was onder meer actief bij het WK –20 jaar in Chili, waar hij drie wedstrijden leidde. Larsson leidde gedurende zijn carrière in totaal 202 competitieduels in de hoogste afdeling van het Zweedse profvoetbal, de Allsvenskan. 

## Interlands
| Datum             | Wedstrijd                | Uitslag | Competitie        | Kreeg geel | Kreeg voor de tweede keer geel en dus rood | Weggestuurd |
| ----------------- | ------------------------ | ------- | ----------------- | ---------- | ------------------------------------------ | ----------- |
| 25 september 1985 | Finland – Turkije        | 1 – 0   | WK-kwalificatie   | ?          | ?                                          | ?           |
| 12 augustus 1987  | Sovjet-Unie – Noorwegen  | 1 – 0   | OS-kwalificatie   | ?          | ?                                          | ?           |
| 20 april 1988     | Denemarken – Griekenland | 4 – 0   | OS-kwalificatie   | ?          | ?                                          | ?           |
| 19 oktober 1988   | Sovjet-Unie – Oostenrijk | 2 – 0   | WK-kwalificatie   | ?          | ?                                          | ?           |
| 31 mei 1989       | Noorwegen – Oostenrijk   | 4 – 1   | Vriendschappelijk | ?          | ?                                          | ?           |
| 12 oktober 1989   | V.A.E. – Noord-Korea     | 0 – 0   | WK-kwalificatie   | 2          | ?                                          | ?           |
| 24 oktober 1989   | China – Noord-Korea      | 1 – 0   | WK-kwalificatie   | 5          | ?                                          | ?           |
| 25 maart 1992     | Italië – Duitsland       | 1 – 0   | Vriendschappelijk | ?          | ?                                          | ?           |
| 27 mei 1992       | Nederland – Oostenrijk   | 3 – 2   | Vriendschappelijk | ?          | ?                                          | ?           |